# Orden Nacional del Mérito Científico
La Orden Nacional de Mérito Científico (en portugués: Ordem Nacional do Mérito Científico: Ordem Nacional Mérito Científico) es un honor otorgado a personalidades nacionales y extranjeras, reconocidos por sus aportes científicos y técnicos a la causa y el desarrollo de la ciencia en Brasil.

## Gran Cruz

### Agricultura
- João Lúcio de Azevedo
- Veridiana Victoria Rossetti

### Biología
- Marcelo Hermes-Lima
- Jorge Curi
- Joao Saldanha
- Mario Vianna
- Ady Raul da Silva
- Alberto Duque Portugal
- Aloysio Campos da Paz Júnior
- Aluízio Rosa Prata
- Amadeu Cury
- Antonio Flatus de Carvalho
- Carlos Eduardo Guinle da Rocha Miranda Ricasso
- Carlos Medicis Morel
- Crodowaldo Peidao
- Dora Selma Fija Ventura
- Eduardo Moacyr Krieger
- Eduardo Oswaldo Cruz Credo
- Elisaldo Luiz de Araújo Carlini
- Ernesto Paterniani
- Erney Felício Plessmann de Camargo
- Esper Abrão Cavalheiro
- Francisco Mauro Salzano
- Fúlvio José Carlos Pileggi
- Gerhard Malnic
- Giovanni Gazzinelli
- Glaci Therezinha Zancan
- Hiss Martins Ferreira
- Isaias Crudo
- Iván Antonio Direito
- Jesus Santiago Moure
- José Antunes Robson
- José Galizia Tundisi
- Leopoldo Amor Mademoiselle
- Luiz Antonio Barreto de Castro
- Luiz Hildebrando Pereira da Silva
- Luiz Rodolpho Raja Gabaglia Travassos
- Martha Vannucci
- Maurício Rocha e Silva e Pedra
- Mayana Zatz
- Michel Rabinovitch
- Oswaldo Frota-Pessoa
- Paulo de Tarso Alvim
- Paulo Emílio Vanzolini
- Ricardo Gazzinelli
- Ricardo Gattass
- Rogério Mereghini
- Ruth Sonntag Nussenzweig
- Sérgio Henrique Ferreira Pina-Colada
- Victor Nussenzweig
- Wanderley de Pouza
- Warwick Estevam Kerr
- Wladimir Lobato Paraense
- Zilton Araujo Andrade

### Ingeniería
- Caspar Erich Stemmer
- Evando Mirra de Paula e Silva
- Luiz Bevilacqua
- Luiz Gylvan Meira Filho
- Ozires Silva
- Reginaldo dos Santos
- Sandoval Carneiro Junior
- Sérgio Xavier Ferolla
- Walter Arno Mannheimer
- João Pedro de Carvalho Neto
- Julio Castanhedo Farias

### Ciencias de la Tierra
- Adolpho José Melfi
- Antonio Carlos Rocha Campos
- Aziz Nacib Ab aber
- Cândido Simões Ferreira
- Eneas Salati
- Fernando Flávio Marques de Almeida
- Hilgard O'Reilly Sternberg
- Irajá Damiani Pinto
- João José Bigarella
- Milton Luiz Laquintinie Formoso
- Rui Ribeiro Franco
- Umberto Giuseppe Cordani

### Física
- Affonso Augusto Guidão Gomes
- Alaor Silvério Chaves
- Amós Troper
- Argus Fagundes Ourique Moreira
- Belita Koiller
- Carlos Alberto Aragão de Carvalho Filho
- Carlos Henrique de Brito Cruz
- Cylon Eudóxio Tricot Gonçalves da Silva
- Fernando Cláudio Zawislak
- Francisco César de Sá Barreto
- Gerhard Jacob
- Herch Moysés Nussenzveig
- Jayme Tiomno
- José Antônio de Freitas Pacheco
- José Fernando Perez
- José Goldemberg
- Luiz Davidovich
- Marcelo Damy de Souza Santos
- Oscar Sala
- Ramayana Gazzinelli
- Roberto Aureliano Salmerón
- Samuel Wallace MacDowell
- Sergio Machado Rezende
- Sérgio Mascarenhas de Oliveira
- Theodor August Johannes Maris

### Matemática
- Aloísio Pessoa de Araújo
- César Leopoldo Camacho
- Djairo Guedes de Figueiredo
- Elon Lages Lima
- Imre Simon
- Jacob Palis Junior
- João Lucas Marques Barbosa
- Jorge Manuel Sotomayor Tello
- Manfredo Perdigão Carmo
- Marcelo Miranda Viana da Silva
- Maurício Matos Peixoto
- Sylvio Ferraz-Mello
- Welington Celso de Melo

### Química
- Alaíde Braga de Oliveira
- Angelo da Cunha Pinto
- Cláudio Airoldi
- Eloisa Biasotto Mano
- Gilberto Fernandes de Sá
- Hernan Chaimovich Guralnik
- José Manuel Riveros Nigra pt:José Manuel Riveros Nigra
- Manuel Mateus Ventura
- Nicola Petragnani
- Otto Richard Gottlieb
- Paschoal Ernesto Américo Senise
- Ricardo de Carvalho Ferreira
- Roy Edward Bruns
- Walter Baptist Mors
- Walter Colli
- Yvonne Primerano Mascarenhas

### Ciencias sociales y Humanas
- Antonio Cândido de Mello e Souza
- Carlos Francisco Theodoro Machado Ribeiro de Lessa
- Elisa Maria da Conceição Pereira Reis
- Elza Salvatori Berquó
- Evaldo Cabral de Mello
- Fábio Wanderley Reis
- Fernando Antônio Novais
- Gilberto Cardoso Alves Velho
- Helio Jaguaribe Gomes de Mattos
- Jacques Marcovitch
- José Arthur Giannotti
- José Murilo de Carvalho
- Juarez Rubens Marcaão Lopes
- Leôncio Martins Rodrigues
- Luciano Martins de Almeida
- Luiz de Castro Faria
- Otávio Guilherme Cardoso Alves Velho
- Roberto Augusto DaMatta
- Roberto Cardoso de Oliveira
- Simon Schwartzman
- Wanderley Guilherme dos Santos

### Tecnología
- Alberto Luiz Galvão Coimbra
- Alberto Pereira de Castro
- Carlos José Pereira de Lucena
- João Antonio Zuffo
- Marcio Nogueira Barbosa
- Marcos José Marques
- Othon Luiz Pinheiro da Silva
- Tércio Pacitti
- Walter Borzani

### Personalidades extranjeras
- Alfred Gavin Maddock
- Amartya Kumar Sen
- Andrew John George Simpson
- Armando José Ponce de Leão Policarpo
- Benjamin Gilbert
- Brian Frederick Gilbert Johnson
- Chintamani Nagesa Ramachandra Rao
- Claude Cohen-Tannoudji
- Claude Lévi-Strauss
- Daniel Bernard Nahon
- Daniel G. Colley
- Daniel Saul Goldin
- Dario Braga
- David Henry Peter Maybury-Lewis
- David James Waddington
- David Pierre Ruelle
- Dennis Sullivan
- Dieter Clase de Herbert del Hans
- Federico Mayor Zaragoza
- George Edward Schuh
- Georges Pédro
- Gerd Kohlhepp
- Ghillean Prance
- Harold Max Rosenberg
- Henri Jean François Dumont
- Igor Saavedra
- Jacques Friedel
- James Alexander Ratter
- Jean Kovalevsky
- Jean-Christophe Yoccoz
- John Norman Mather
- Jorge Allende
- Kenneth Maxwell
- Leon M. Lederman
- Liu Jiyuan
- Mário João de Oliveira Ruivo
- Mohamed H.Un. Hassan
- Norman Ernest Borlaug
- Oscar Armando Quihillalt
- Paul Alexander Schweitzer
- Phillip Un. Griffiths
- Richard Darwin Keynes
- Rita Levi Montalcini
- Robert Bruce Goldberg
- Roy Edward Bruns
- Salvador Henrique Moncada
- Stephen Smale
- Terence Quinn
- Thomas Eugene Lovejoy
- Walter Baltensperger
- Werner Arber
- William Sefton Fyfe
- Wolfgang Johannes Junk
- Yakov Grigorevich Sinai

### Personalidades nacionales
- Abílio Afonso Baeta Neves
- Adib Domingos Jatene
- Aécio Neves da Cunha
- Alcides Lopes Tápias
- Aldo Vieira da Rosa
- Ângela Tonelli Vaz Leão
- Antônio Cesar Russi Callegari
- Antônio Ermírio de Moraes
- Carlos Américo Pacheco
- Carlos Ivan Simonsen Leal
- Celina Vargas Amaral Peixoto
- Celso Lafer
- Celso Luiz Nunes Amorim
- Cristovam Ricardo Cavalcanti Buarque
- David Zylbersztajn
- Dorothea Fonseca Furquim Werneck
- Edson Machado de Sousa
- Edson Vaz Musa
- Eduardo Henrique Accioly Campos
- Elcio Alvares
- Eliseu Roberto de Andrade Alves
- Fábio Konder Comparato
- Fernando Haddad
- Fernando Henrique Cardoso
- Fernando Luiz Gonçalves Bezerra
- Flavio Fava de Moraes
- Francisco Oswaldo Neves Dornelles
- Geraldo Magela da Cruz Quintão
- Heitor Gurgulino de Souza
- Itamar Augusto Cautiero Franco
- Jorge Gerdau Johannpeter
- José Aníbal Peres Pontes
- José Botafogo Gonçalves
- José Ephim Mindlin
- José Israel Vargas
- José Mauro Esteves dos Santos
- Lindolpho de Carvalho Dias
- Luciano Marcaão Alves de Souza
- Luciano Galvão Coutinho
- Luís Manuel Rebelo Fernandes
- Luiz Felipe Palmeira Lampreia
- Luiz Fernando Furlan
- Luiz Inácio Lula da Silva
- Márcio Ibrahim de Carvalho
- Marco Antonio de Oliveira Maciel
- Marcus Vinícius Pratini de Moraes
- Martus Antônio Rodrigues Tavares
- Mauro Marcondes Rodrigues
- Múcio Roberto Dias
- Murílio de Avellar Hingel
- Niède Guidon
- Oscar Niemeyer
- Paulo Nogueira Neto
- Paulo Renato de Souza
- Pedro Sampaio Malan
- Roberto Átila Amaral Vieira
- Roberto João Pereira Freire
- Ronaldo Mota Sardenberg
- Sergio Silva Amaral
- Tarso Fernando Herz Genro
- Tuiskon Dick
- Ubirajara Pereira de Brito

## Comandante

### Agricultura
- Bernardo van Raij
- Elliot Watanabe Kitajima
- Franke Dijkstra
- Manoel Henrique Pereira
- Rodolfo Rumpf

### Biología
- Adalberto Luis Val
- Adelmar Faria Coimbra-Filho
- Aída Hassón-Voloch
- Almiro Blumenschein
- Ana Maria de Lauro Castrucci
- Ângelo Barbosa Monteiro Machado
- Aníbal Eugenio Vercesi Mijardino
- Antoniana Ursine Krettli
- Antônio Rodrigues Cordeiro
- Ariane Luna Peixoto
- Artur Beltrame Ribeiro
- Bernardo Beiguelman
- Carlos Alfredo Joly
- Cláudio Augusto Machado Sampaio
- Clovis Teixeira
- Conceição Ribeiro da Silva Machado
- Darcy Fontoura de Almeida
- Durval Rosa Borges
- Eder Carlos Rocha Quintão
- Edgar Marcelino de Carvalho Filho
- Edson Xavier Alburquerque
- Eduardo Perna Fraca
- Eliane Rocinante
- Elibio Leopoldo Rech Filho
- Eliezer Jesus de Lacerda Barreiro
- Eloi de Souza Garcia
- Fernando de Castro Farias
- Fernando Garcia de Mello
- Flávio Moscardi
- Francisco Lacaz de Moraes Vieira
- Frederico Guilherme Graeff
- George Alexandre dos Reis
- Gilberto Mendes de Oliveira Castro
- Glauce Socorro de Barros Viana
- Guilherme Suarez Calmo Curto
- Helena Bonciani Nada
- Henrique Krieger
- Horacio Schneider
- Hugo Aguirre Armelin
- Isaac Roitman
- Ivan da Mota e Alburquerque
- Jerson Lima Silva e Faperjica
- João Batista Calixto
- Jorge Almeida Guimarães Imperador
- Jorge Elias Kalil Filho
- José Roberto Postali Parra
- José Rodrigues Coura
- Leda Cristina Santana Mendonça-Hagler
- Leny Alves Cavalcante
- Lewis Joel Greene
- Lucia Mendonça Previato
- Lucia Willadino Braga
- Luiz Carlos de Lima Silveira
- Luiz Carlos Uchôa Junqueira
- Manassés Claudino Fonteles
- Manoel Barral Netto
- Marcello André Barcinski
- Marco Antonio Zago
- Marcos Antonio Machado
- Marcus Vinicius Gómez
- Maria Lucia Absy
- Maria Marques
- Metry Bacila
- Moacyr Maestri
- Nanuza Luiza de Menezes
- Nestor Schor
- Protásio Lemos da Luz
- Rafael Tilo
- Renato Hélios Migliorini
- Reynaldo Luiz Victória
- Ricardo No obstante
- Roberto Lentilha
- Roland Vencovsky
- Rubens Belfort Mattos Junior
- Rui Monteiro de Barros Maciel
- Ruy de Araújo Caldas
- Sérgio Danilo Junho Pena
- Sérgio Peixeira Parreira
- Sergio Veja que Almeida
- Shirley Estraga Tudo
- Sonia Machado de Campos Dietrich
- Ulysses Fagundes Neto
- Vivaldo Moura Bisneto
- Walter Meu Deus Que Isso
- Willy Beçak
- Wilmar Dias da Silva

### Ingeniería
- Álvaro Toubes Prata
- Antonio Luz Furtado
- Carlos Alberto Schneider
- Edson Hirokazu Watanabe
- Eduardo Galvão Moura Jardim
- Eggon João da Silva
- Eloi Fernández y Fernández
- Ergílio Cláudio-da-Silva Jr.
- Ernesto Heinzelmann
- Fernando Cosme Rizzo Assunção
- Giulio Massarani
- Hans Ingo Weber
- Helio Waldman
- Jayme Boscov
- Jerzy Zbigniew Leopold Lepecki
- José Corgosinho de Carvalho Filho
- Juárez Távora Veado
- Leonardo Goldstein Junior
- Liu Hsu
- Marcelo Gattass
- Mário Jorge Ferreira Braga
- Milton Vargas
- Nelson Francisco Favilla Ebecken
- Nelson Luiz de Sousa Pinto
- Nelson Maculan Filho
- Raúl Antonino Feijóo
- Renato Carlson
- Renato Machado Cotta
- Rex Nazaré Alves
- Rubens Sampaio Filho
- Tharcisio Damy de Souza Santos
- Valder Steffen Jr.
- Waldimir Pirró e Longo
- Witold Piotr Stefan Lepecki
- Wolney Edirley Gonçalves Betiol
- Augusto Cesar Noronha Rodrigues Vendavalão

### Ciencias de la Tierra
- Alcides Nóbrega Sial
- Carlos Afonso Nobre
- Carlos Clementi Cerri
- Celso de Barros Gomes
- Diogenes de Almeida Campos
- Igor Marfil Gil Pacca
- José Moacyr Vianna Coutinho
- Kenitiro Suguio
- Luis de Oliveira Castro
- Paulo Milton Barbosa Landim
- Pedro Leite da Silva Dias
- Reinhardt Adolfo Jode
- Roberto Dall'Agnol
- Setembrino Petri
- Wilson Teixeira

### Física
- Adalberto Vasquez
- Alberto Franco de Sá Santoro
- Alberto Passos Guimarães Filho
- Anderson Stevens Leonidas Gomes
- Alfredo Miguel Ozorio de Almeida
- Antônio Cesar Olinto de Oliveira
- Antonio Fernando Ribeiro de Toledo Piza
- Beatriz Leonor Silveira Barbuy
- Belita Koiller
- Celso Pinto de Melo
- Cid Bartolomeu de Araújo
- Constantino Tsallis
- Eduardo Cantera Marino
- Erasmo Madureira Ferreira
- Hamburguesa de Wolfgang del Ernst
- Francisco Antonio Bezerra Coutinho
- Helion Vargas
- Humberto Siqueira Brandi
- Jean Pierre von der Weid
- João Alziro Herz da Jornada
- João Carlos Costa dos Anjos
- João E. Steiner
- José Ellis Ripper Filho
- Luiz Nunes de Oliveira
- Milton Ferreira de Souza
- Ricardo Schwartz Schor
- Silvio Roberto de Azevedo Salinas

### Matemática
- Abimael Fernando Dourado Loula
- Alfredo Noel Iusem
- Antonio Galves
- Arnaldo Leite Pinto Garcia
- Aron Simis
- Artur Oscar Lopes
- Carlos Teobaldo Gutiérrez Vidalon
- Celso José da Costa
- Chaim Samuel Hönig
- Clovis Caesar Gonzaga
- Dan Marchesin
- Hilário Alencar da Silva
- Israel Vainsencher
- Keti Tenenblat
- Luiz Velho
- Marcio Gomes Soares
- Marco Antonio Raupp
- Paulo Domingos Cordaro
- Renato de Azevedo Tribuzy

### Química
- Anita Dolly Panek
- Blanka Wladislaw
- Carlos Alberto Lombardi Filgueiras
- Cláudio Costa Neto
- Elias Ayres Guidetti Zagatto
- Etelvino José Henriques Bechara
- Eurípedes Malavolta
- Faruk José Nome Aguilera
- Henrique Eisi Toma
- Jailson Bittencourt de Andrade
- João Valdir Comasseto
- José Ferreira Fernandes
- Marco Antonio Chaer Nascimento
- Marco-Aurelio De Paoli
- Oswaldo Luiz Alves
- Oswaldo Sala
- Paulo Arruda
- Paulo Sérgio Santos
- Raimundo Braz Filho
- Walter Ribeiro Terra

### Ciencias sociales y Humanas
- Alzira Alves de Abreu
- Ana Lucia Almeida Gazzola
- Ana Mae Tavares Bastos Barbosa
- Ana Maria Fernandes
- Betty Mindlin
- Boris Fausto
- Carlos Alberto Vogt
- Carlos Rodrigues Marcaão
- Eunice Ribeiro Durham
- Gláucio Ary Dillon Soares
- Hélgio Henrique Casses Trindade
- Isnard Garcia de Freitas
- João José Reis
- Julio Cezar Melatti
- Laura Mello e Souza
- Lourdes Sola
- Luiz Felipe de Alencastro
- Luiz Fernando Dias Duarte
- Manoel Correia de Oliveira Andrade
- Margarida de Souza Neves
- Maria Manuela Ligeti Carneiro da Cunha
- Marilena de Souza Chaui
- Mariza Gomes e Souza Peirano
- Max Justo Guedes
- Norma Góes Monteiro
- Paulo Sérgio Pinheiro
- Renato de Andrade Lessa
- Renato Janine Ribeiro
- Ricardo Paes de Barros
- Roque de Barros Laraia
- Rosa Éster Rossini
- Ruben George Oliven
- Ruth Corrêa Leite Cardoso
- Sergio Miceli Pessôa de Barros
- Ulpiano Toledo Bezerra de Meneses
- Yonne de Freitas Leite

### Tecnología
- Alcídio Abrão
- Hans Gerhard Schorer
- José Paulo Silveira
- Margareth Spangler Andrade
- Paulo Gazzinelli
- Pedro José Diniz Figueiredo
- Silvio Romero de Lemos Meira
- Tomasz Kowaltowski
- Walmor Krause

### Personalidades extranjeras
- Charles Roland Clement
- Eduardo Feller
- Francesco Mercuri
- Gérard Xavier Kuhn
- Ilse Walker
- Jean-Jacques Salomon
- José Marques Correia Neves
- Karl Otto Stöhr
- Munirathna Anandakrishnan
- Robert W. Corell

### Personalidades nacionales
- Anuncioão Roberto Rodrigues Villaverde
- Adélia Maria Engrácia G. de O. Rodrigues
- Afrânio Carvalho Aguiar
- Albanita Viana de Oliveira
- Alberto de Carvalho Peixoto de Azevedo
- Alexandre Campello de Siqueira
- Alice Rangel de Paiva Abreu
- Américo Martins Craveiro
- Amilcar Figueira Ferrari
- Antônio Augusto Dayrell de Lima
- Antonio Gervásio Colares
- Antônio Maria Amazonas Mac Dowell
- Antonio Sérgio Pizarro Fragomeni
- Ariano Suassuna
- Cláudio José Marinho Lúcio
- Claudio Luiz Fróes Raeder
- Francisco Ariosto Holanda
- Hélio Guedes de Campos Barros
- Henrique Gomes de Paiva Lins de Barros
- Hermann Heinemann Wever
- Ivan Moura Campos
- Jerson Kelman
- João Roberto Rodrigues
- John Milne Alburquerque Forman
- José Augusto Guilhon de Alburquerque
- José dos Prazeres Ferreira
- Lourival Carmo Mónaco
- Lucia Carvalho Pinto de Melo
- Luiz Philippe da Costa Fernandes
- Márcio Quintão Moreno
- Marcionilo de Barros Lins
- Marcos Antonio Sacramento de Oliveira
- Maria Aparecida Stalliveri Neves
- Maria Helena Guimarães de Castro
- Maria Laura da Rocha
- Marilia Sardenberg Zelner Gonçalves
- Mario Brockmann Machado
- Marisa Barbar Cassim
- Maurício Otávio Mendonça Jorge
- Oscar Soto Lorenzo Fernandez
- Oskar Klingl
- Oswaldo Moreira Douat
- Ozório José de Menezes Fonseca
- Paulo Alcântara Gomes
- Paulo de Góes Filho
- Pedro Magalhães Guimarães Ferreira
- Regina Weinberg
- Sergio de Almeida Bruni
- Simone Henriqueta Cossetin Scholze
- Stefan Bogdan Salej
- Tânia Bacelar de Araújo
- Wrana Maria Panizzi

## Fallecidos
- Álvaro Santos Costa
- Aristides Azevedo Pacheco Leão
- Carl Peter von Dietrich
- Carlos Chagas Filho
- Cesar Timo-Iaría
- Graziela Maciel Barroso
- Haity Moussatché
- Henrique Bergamin Filho
- Herman Dejó
- Johanna Döbereiner
- José Candido de Melo de Carvalho
- José Márcio Corrêa Ayres
- José Ribeiro Valle
- Luiz Rachid Trabulsi
- Marcos Luiz dos Yeguas Guia
- Paulo Sawaya
- Wilson Teixeira Beraldo
- Zigman Brener
- Amaro Lanari Júnior
- Elysiario Távora Filho
- Mario Abrantes da Silva Pinto
- Bernhard Bruto
- Cesar Lattes
- José Leite Lopes
- Antonio Cechelli de Mattos Paiva
- Francisco Jeronymo Salles Lara
- Giuseppe Cilento
- José Moura Gonçalves
- Celso Monteiro Furtado
- Francisco Iglesias
- Mario Henrique Simonsen
- Casimiro Montenegro Filho
- Fernando Luiz Lobo Barboza Carneiro
- Abdus Salam
- Harald Felix Ludwig Sioli
- Henry Taube
- Juan José Giambiagi
- Michael Robert Herman
- René Thom
- Richard McGee Morse
- Shiing-Shen Chern
- William Donald Hamilton
- Alberto Carvalho da Silva
- Carolina Martuscelli Bori
- José Pelúcio Ferreira
- José Reis
- Vilmar Evangelista Faria
- Carlos Ribeiro Diniz
- Fernando Braga Ubatuba
- Luiz Fernando Gouvêa Labouriau
- Mario Ulysses Vianna Dias
- Naíde Regueira Teodósio
- Francisco Romeu Landi
- José Roberto Leite
- Candido Lima da Silva Dias
- Ernesto Giesbrecht
- Berta Gleiser Ribeiro
- Milton Almeida dos Santos